# Valverde de Miranda
Valverde de Miranda es una localidad dependiente del Ayuntamiento de Miranda de Ebro , en la comarca de Ebro, provincia de Burgos, comunidad autónoma de Castilla y León, en España.

## Situación
Está situada al Sureste del municipio, en la carretera  BU-730  entre Orón y Bugedo, bañada por el río Oroncillo. Dista 7 kilómetros de la ciudad de Miranda de Ebro, capital del municipio. Aunque sin parada en él, transcurre a pocas decenas de metros del pueblo de Valverde el Ferrocarril Madrid-Hendaya.

## Historia
En el Censo de Floridablanca de 1787 tenía la categoría de lugar, con alcalde pedáneo, Jurisdicción de Realengo, en el partido de Miranda de Ebro de la Intendencia de Burgos.
Es la denominación de un antiguo municipio, código 095171, en Castilla la Vieja, partido de Miranda de Ebro.
Entre el censo de 1857 y el anterior, este municipio desaparece porque se integra en el municipio de Ircio.
Así se describe a Valverde de Miranda en el tomo XV del Diccionario geográfico-estadístico-histórico de España y sus posesiones de Ultramar, obra impulsada por Pascual Madoz a mediados del siglo XIX:

Villa en la provincia, audiencia territorial, capitanía general de Burgos (13 leguas), partido judicial de Miranda de Ebro (1), pertenece a la diócesis de Burgos en los años nones y a la de Calahorra en los pares, y al ayuntamiento de Ircio. Situada al pie de las montañas de Enteña, con buena ventilación, y clima frío, pero sano; las enfermedades comunes son catarros y pulmonías. Tiene 23 casas; escuela de instrucción primaria común a ambos sexos; una iglesia parroquial (San Pedro Apóstol) servida por un cura párroco. El término confina N Orón; E Cellorigo; S Bugedo y Ameyugo, y O el mismo y la granja de Campajares; en él se encuentra una ermita dedicada a San Antón, situada en el cementerio. El terreno es de mediana calidad, la parte montuosa está poblada de encinas y bojes; corre por él un riachuelo nombrado Oroncillo, que divide la población. Además de los caminos locales, hay uno que conduce a Santander y a la Rioja. El correo se recibe de Miranda de Ebro. Producciones: cereales, legumbres y vino; cría ganado lanar y cabrío, caza menor y pesca de truchas, anguilas y barbos. Población: 15 vecinos, 45 almas. Capital productivo: 23.000. Imponible: 831. Contribución: 1.650.
Diccionario geográfico-estadístico-histórico de España y sus posesiones de Ultramar

## Demografía
Evolución de la población
| Gráfica de evolución demográfica de Valverde de Miranda entre 2000 y 2017 |
|                                                                           |
| Población de derecho (2000-2017) según el padrón municipal del INE        |

## Monumentos
Iglesia de San Pedro, de estilo barroco (siglo XVIII), planta rectangular de una sola nave realizada en mampostería, salvo las esquinas y los contrafuertes, que son de sillería. Cuerpo añadido con un gran arco de medio punto sobre ménsulas y edificado para proteger la portada. Espadaña de gran porte para campanario y decorada con pináculos.